# Pratt & Whitney R-1690 Hornet
El Pratt & Whitney R-1690 Hornet fue un motor de aviación de fabricación estadounidense ampliamente utilizado. Desarrollado por la compañía norteamericana Pratt & Whitney se produjeron 2944 unidades desde 1926 hasta 1942. Fue un factor esencial en el crecimiento de la industria del transporte aéreo comercial; propulsando un aeroplano por primera vez en 1927. Era un motor radial refrigerado por aire de 9 cilindros de una sola fila. El desplazamiento fue de 27,7 l. También fue construido bajo licencia en Italia como Fiat A.59. En Alemania, la firma Bayerische Motoren Werke AG fabricó el BMW 132, una versión desarrollada de este motor a partir de la construcción bajo licencia en un principio como BMW Hornet. El R-1860 Hornet B fue un desarrollo ampliado del anterior producido a partir de 1929.

## Versiones
R-1690-3
525 hp (391 kW)
R-1690-5
525 hp (391 kW)
R-1690-11
775 hp (578 kW)
R-1690-13
625 hp (466 kW)
R-1690-S5D1-G
700 hp (520 kW)
R-1690-52
750 hp (560 kW)
R-1690-SD-G
R-1690-S1E-G
750 hp (560 kW)
R-1690-S2E-G
R-1690-25
850 hp (630 kW)
R-1690-S1C3-G
1050 hp (780 kW)
Fiat A.59 R.
construido bajo licencia en Italia con engranajes reductores
Fiat A.59 R.C.
construido bajo licencia en Italia con reductor y sobrealimentador
BMW Hornet
Licencia de producción del Hornet en Alemania, desarrollado más tarde de forma independiente como BMW 132

## Aplicaciones
- Bellanca 31-40
- Boeing 80
- Boeing Model 95
- Douglas O-38
- Focke-Wulf Fw 200 V1
- Gee Bee R 1/2 Super Sportster
- Junkers Ju 52
- Junkers Ju 86E-1 /Ju 86E-2
- Junkers W 34
- Keystone B-3
- Lockheed Model 14 Super Electra (L-14H)
- Martin XB-14
- Vought O2U Corsair
- Sikorsky S-40A
- Sikorsky S-42
- Sikorsky S-43

## Especificaciones técnicas (R-1690 S1E-G)

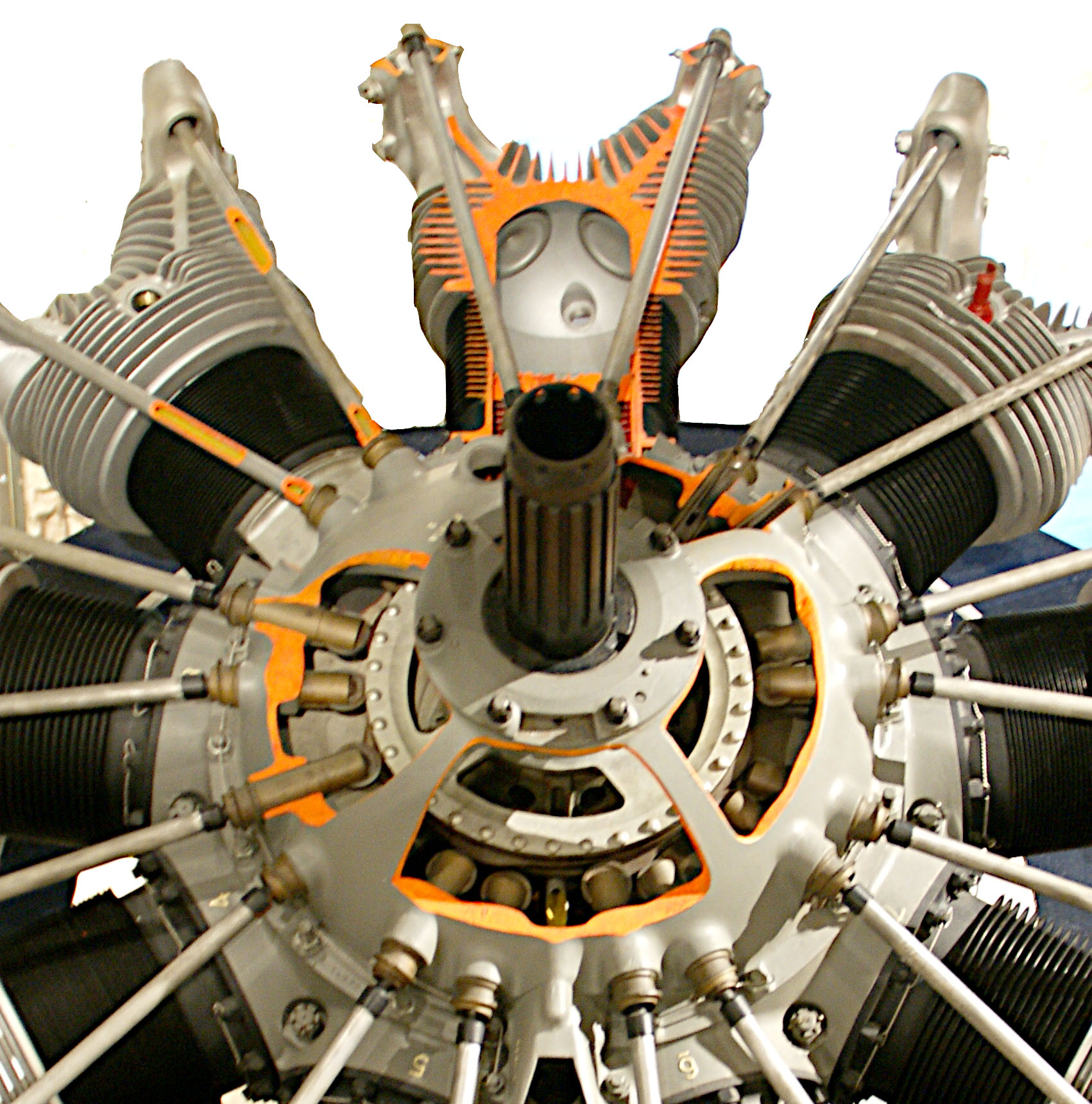
R-1690 con las paredes de la cámara recortadas para mostrar el funcionamiento interno

### Características generales
- Tipo: motor radial , una hilera de nueve cilindros refrigerado por aire y sobrealimentado
- Diámetro interior: 155,6 mm
- Carrera: 161,9 mm
- Desplazamiento: 27,7 L
- Longitud: 1295 mm
- Diámetro: 1382 mm
- Peso en seco: 460 kg

### Componentes
- Tren de válvulas: accionado por varilla de empuje
- Sobrealimentador: tipo centrífugo de una sola velocidad, relación de transmisión de 12.0:1
- Sistema de combustible: Carburador de presión Bendix-Stromberg de dos cilindros
- Tipo de combustible: gasolina de 87 octanos
- Sistema de refrigeración: refrigerado por aire
- Engranaje reductor: Engranaje planetario 2:3

### Rendimiento
- Potencia de salida:
- 789 hp (588 kW) a 2300 rpm al despegue
- 740 hp (550 kW) a 2250 rpm a 7000 pies (2100 m)
- Potencia específica: 21,39 kW/l
- Relación de compresión: 6,0:1
- Consumo específico de combustible: 0,6 lb/(hp/h) (362 g/(kW/h))
- Consumo de aceite: 0,42 oz/(hp/h) (16 g/(kW/h))
- Relación potencia-peso: 0,78 hp/lb (1,28 kW/kg)